# Wolfgang Schrage
Wolfgang Schrage (* 30. Juli 1928 in Haspe, jetzt Hagen; † 22. Oktober 2017 in Bad Honnef) war ein deutscher evangelischer Theologe.

## Leben und Wirken
Schrage studierte in Bonn, Göttingen, Heidelberg und Bethel Evangelische Theologie. Von 1954 bis 1959 war er Assistent von Heinrich Greeven an der Universität Kiel und wurde dort 1959 aufgrund einer Dissertation zu den Paulusbriefen promoviert. 1962 habilitierte sich Schrage ebenfalls in Kiel, mit einer Untersuchung zum Thomasevangelium. 1964 wurde er als Professor für Neues Testament an die Universität Bonn berufen, wo er bis zu seiner Emeritierung im Jahr 1993 lehrte.
Seine Arbeitsgebiete waren die Theologie des Paulus, mit Schwerpunkt auf dem 1. Korintherbrief, und die Ethik des Neuen Testaments, der er eine mehrfach neu aufgelegten und in verschiedene Sprachen übersetzte Darstellung widmete. Viele Jahre lang gab er die Buchreihe Forschungen zur Religion und Literatur des Alten und Neuen Testaments heraus. Zu seinen Schülern gehören Klaus Wengst, Rainer Stuhlmann und Reinhard von Bendemann.
Schrage wohnte zuletzt in Bad Honnef und wurde dort auf dem Neuen Friedhof beigesetzt.

## Schriften (Auswahl)
- Die konkreten Einzelgebote in der paulinischen Paränese. Ein Beitrag zur neutestamentlichen Exegese. 1961
- Das Verhältnis des Thomas-Evangeliums zur synoptischen Tradition und zu den koptischen Bibelübersetzungen (= BZNW 29). Berlin 1964
- Die Christen und der Staat nach dem Neuen Testament. 1971
- Die Katholischen Briefe: Der Brief des Jakobus, Petrus und Judas (= Das Neue Testament Deutsch 10). Göttingen 1973
- Die Elia-Apokalypse (= Jüdische Schriften aus hellenistisch-römischer Zeit . 3). Gütersloh 1980.
- Ethik des Neuen Testaments; NTD G-NT 4; 1982
- Der erste Brief an die Korinther (= Evangelisch-Katholischer Kommentar zum Neuen Testament VII/1–4). 1991–2001.
- Unterwegs zur Einzigkeit und Einheit Gottes. Zum "Monotheismus" des Paulus und seiner alttestamentlich-frühjüdischen Tradition (= Biblisch-theologische Studien 48). Neukirchen-Vluyn 2002.
- Vorsehung Gottes? Zur Rede von der providentia Dei in der Antike und im Neuen Testament. Neukirchen-Vluyn 2005.
- Studien zur Theologie im 1. Korintherbrief (= Biblisch-theologische Studien 94). Neukirchen-Vluyn 2007.